# Bataillon carré
Ne doit pas être confondu avec Carré d'infanterie.

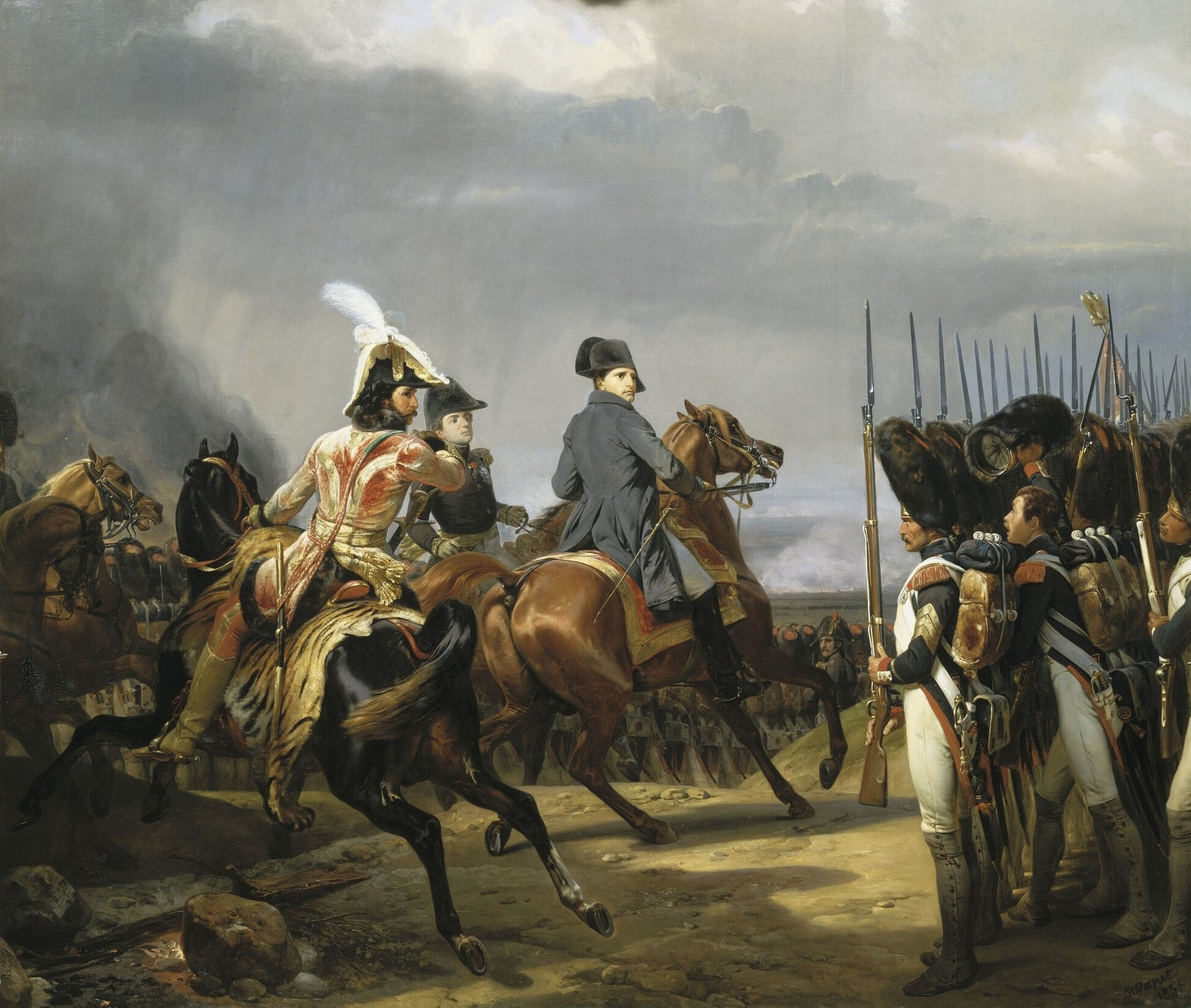
Napoléon lors de la bataille d'Iéna.

Le bataillon carré est le dispositif de marche resserré des corps d'armée de la Grande Armée qui se déplaçaient à distance de soutien mutuel,. Cet élément fondamental de l'opératique napoléonienne prend la forme d'un carré de 50 km de côté, permettant ainsi de modifier rapidement son front de marche en fonction des menaces ennemies. Grâce à ce dispositif, la Grande Armée peut avancer de façon dispersée et ainsi cacher ses intentions avant de se concentrer à un endroit et engager le combat. Pendant ce temps, un corps secondaire exécute une manœuvre sur les arrières.
Le terme est employé la première fois dans une lettre de Napoléon au maréchal Soult le 5 octobre 1806. De fait, s'inspirant des écrits de Bourcet ou Guibert sur l'armée modulaire, Napoléon utilise le bataillon carré la première fois en 1806 lors de la bataille d'Iéna-Auerstaedt même s'il avait employé des formes similaires quelques années plus tôt durant la première campagne d'Italie.
Le bataillon carré succède à la "marche-manœuvre", utilisée durant la campagne d'Allemagne de 1805 et dans lequel les corps d'armée sont disposés selon un déploiement anticipant l'ordre de bataille.